# Edmund Lowe
Edmund Dantes Lowe (ur. 3 marca 1890 w San Jose, zm. 21 kwietnia 1971 w Los Angeles) – amerykański aktor.

## Filmografia
- 1928: W starej Arizonie jako sierżant Mickey Dunn
- 1931: Transatlantyk jako Monty Greer
- 1933: Kolacja o ósmej jako doktor Wayne Talbot
- 1937: Co dzień święto kapitan McCarey
- 1956: W 80 dni dookoła świata jako mechanik „Henrietty”
- 1957: Skrzydła orłów jako admirał Moffett